# Фенсон, Алекс
Алекс Фе́нсон (англ. Alex Fenson; род. 29 декабря 1994, Бемиджи, Миннесота) — американский кёрлингист.
В составе мужской сборной США участник чемпионата мира 2022. В составе юниорской мужской сборной США участник зимней Универсиады 2019, трёх юниорских чемпионатов мира. Чемпион США среди мужчин и среди юниоров.
Играет в основном на позиции первого.

## Достижения
- Чемпионат США по кёрлингу среди мужчин: золото (2021).
- Чемпионат мира по кёрлингу среди юниоров: серебро (2016).
- Чемпионат США по кёрлингу среди юниоров: золото (2013, 2016), бронза (2014).

## Команды
| Сезон                                             | Четвёртый       | Третий       | Второй       | Первый       | Запасной                                | Турниры                                           |
| ------------------------------------------------- | --------------- | ------------ | ------------ | ------------ | --------------------------------------- | ------------------------------------------------- |
| 2011—12                                           | Ethan Meyers    | Trevor Host  | Марк Феннер  | Алекс Фенсон |                                         | ЧСШАЮ 2012 (5 место)                              |
| 2012—13                                           | Кори Дропкин    | Томас Хауэлл | Марк Феннер  | Алекс Фенсон | Connor Hoge тренер: Keith Dropkin (ЧМЮ) | ЧСШАЮ 2013 · ЧМЮ 2013 (7 место)                   |
| 2013—14                                           | Кори Дропкин    | Томас Хауэлл | Марк Феннер  | Алекс Фенсон |                                         | ЧСШАЮ 2014                                        |
| 2013—14                                           | Jake Vukich     | Evan McAuley | Luc Violette | Kyle Lorvick | Алекс Фенсон тренер: Трэвис Уэй         | ЧМЮ 2014 (9 место)                                |
| 2015—16                                           | Кори Дропкин    | Томас Хауэлл | Марк Феннер  | Алекс Фенсон | Quinn Evenson тренер: Уолли Генри (ЧМЮ) | ЧСШАЮ 2016 · ЧМЮ 2016 · ЧСША 2016 (4 место)       |
| 2016—17                                           | Пит Фенсон      | Джаред Зезел | Марк Феннер  | Алекс Фенсон |                                         | ЧСША 2017 (5 место)                               |
| 2017—18                                           | Пит Фенсон      | Шон Рожески  | Марк Феннер  | Алекс Фенсон |                                         | ЧСША 2018 (7 место)                               |
| 2018—19                                           | Эндрю Стопера   | Luc Violette | Алекс Фенсон | Graem Fenson | тренеры: Mark Lazar, Билл Стопера       | ЗУ 2019 (8 место)                                 |
| 2018—19                                           | Кори Дропкин    | Томас Хауэлл | Марк Феннер  | Алекс Фенсон | тренер: Филл Дробник                    | КМ 2018/19 (3 этап) (5 место) ЧСША 2019 (4 место) |
| 2019—20                                           | Кори Дропкин    | Томас Хауэлл | Марк Феннер  | Алекс Фенсон |                                         | ЧСША 2020 (6 место)                               |
| 2020—21                                           | Кори Дропкин    | Марк Феннер  | Том Хауэлл   | Алекс Фенсон | Джо Поло тренер: Тим Солин              | ЧСША 2021                                         |
| 2021—22                                           | Кори Дропкин    | Джо Поло     | Марк Феннер  | Том Хауэлл   | Алекс Фенсон тренер: Тим Солин          | ЧМ 2022 (4 место)                                 |
| Кёрлинг для смешанных пар (mixed doubles curling) |                 |              |              |              |                                         |                                                   |
| 2015—16                                           | Тейлор Андерсон | Алекс Фенсон |              |              |                                         | ЧСШАСП 2016 (11 место)                            |

(скипы выделены полужирным шрифтом)

## Частная жизнь
Представитель большой семьи кёрлингистов. Его прадедушки и прабабушки, дедушки и бабушки играли в кёрлинг (его дед Боб Фенсон — чемпион США в 1979 и выступал на чемпионате мира 1979). Его отец Пит Фенсон — многократный чемпион США по кёрлингу, бронзовый призёр чемпионатов мира и зимних Олимпийских игр 2006, тренер по кёрлингу. Дядя, брат отца Эрик Фенсон — чемпион США по кёрлингу, участник чемпионатов мира. Играют в кёрлинг и представители поколения Алекса — его брат Грэм (Graem Fenson), а также двоюродный брат Алекса, сын Эрика Рили (Riley Fenson).
Алекс окончил Государственный университет Бемиджи (англ. Bemidji State University).